# Skarusowate

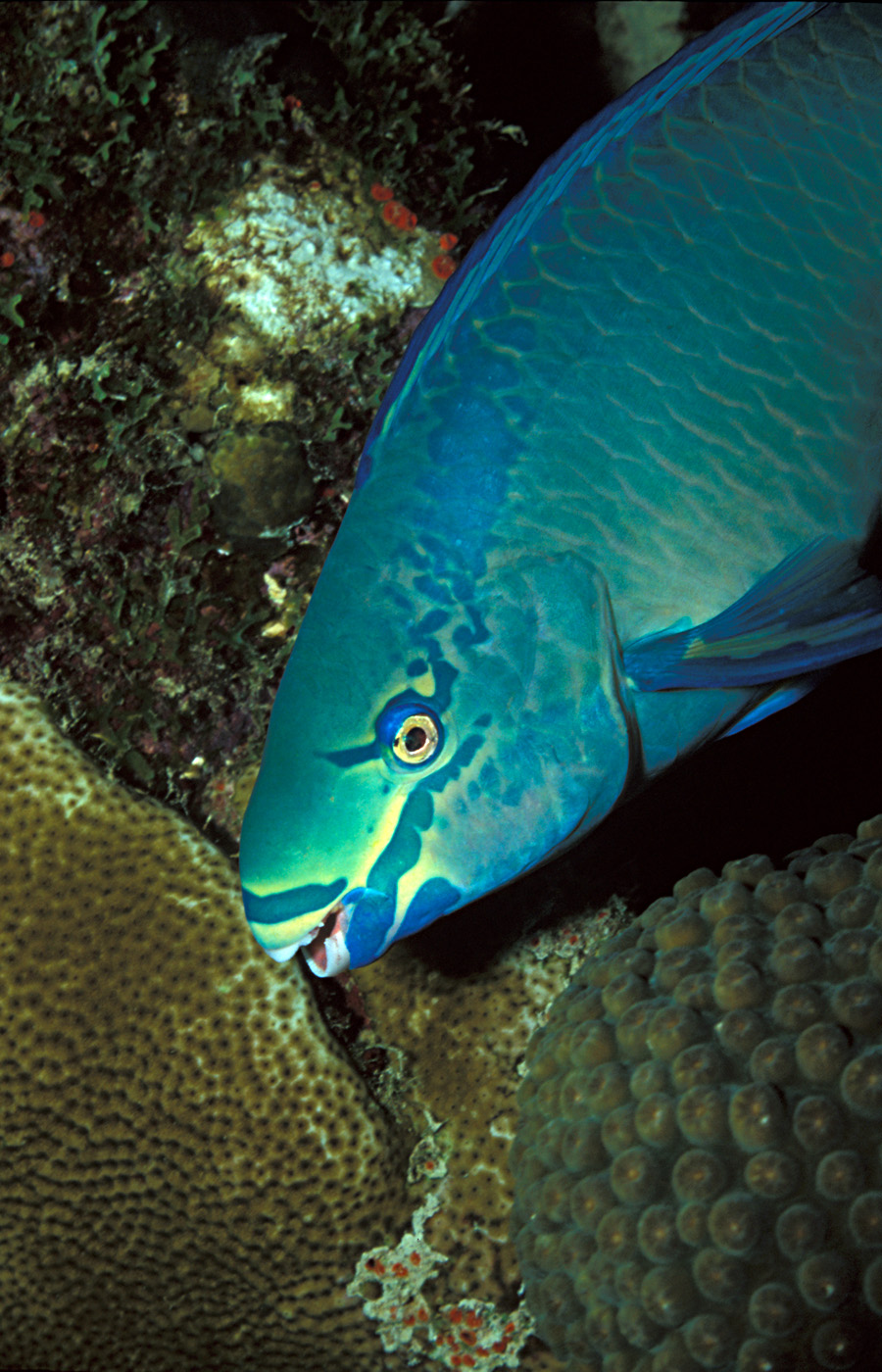
Scarus vetula

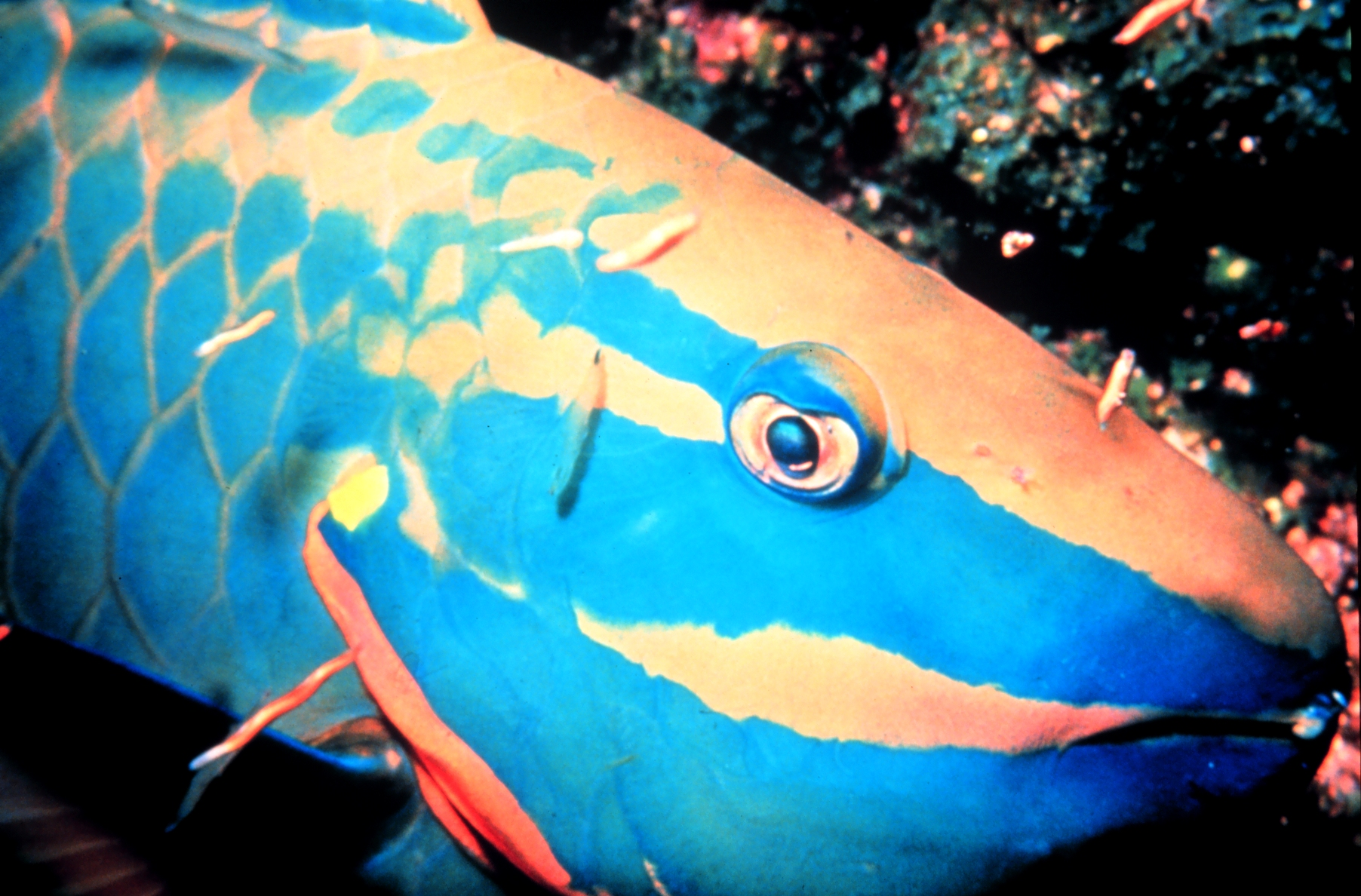
Sparisoma viride

Skarusowate, papugoryby (Scaridae) – rodzina morskich ryb okoniokształtnych (Perciformes). Poławiane lokalnie. W akwarystyce trudne do utrzymania z powodu specyficznych preferencji pokarmowych.

## Zasięg występowania
Ciepłe wody oceaniczne. Głównie rafy koralowe.

## Charakterystyka
Ciało wrzecionowate, krępe, słabo wygrzbiecone. Skarusowate mają zrośnięte zęby i taki układ szczęk, który przypomina dziób papugi (stąd nazwa). Ich zęby są zlane w rodzaj twardej płytki. Dzięki tak silnemu dziobowi obgryzają obumarłe koralowce, którymi się żywią. Płetwa grzbietowa pojedyncza, długa, rozpięta na 9 promieniach ciernistych (twardych) i 10 miękkich, płetwa odbytowa z 3 cierniami i 9 promieniami miękkimi. Łuski cykloidalne, duże. Ubarwienie zwykle jasne i bardzo kontrastowe, zmienne nawet w ramach jednego gatunku. Silnie rozwinięte zęby gardłowe. U samców niektórych gatunków występuje garb tłuszczowy na czole. Młode osobniki posiadają gruczoły męskie i żeńskie (hermafrodytyzm). Największe osobniki osiągają ciężar kilkunastu kilogramów.

## Tryb życia
Skarusowate żerują w ciągu dnia, na noc chowają się w stałych kryjówkach.
U niektórych gatunków zauważono wytwarzanie ochronnego kokonu zamykającego dostęp do kryjówki.

## Klasyfikacja
Rodzaje zaliczane do tej rodziny są zgrupowane w podrodzinach Scarinae i Sparisomatinae:
Bolbometopon – Calotomus – Cetoscarus – Chlorurus – Cryptotomus – Hipposcarus – Leptoscarus – Nicholsina – Scarus – Sparisoma